# Obodas II
Obodas II (en arabe : عبادة الثاني), est un roi nabatéen du Ier siècle av. J.-C. Son existence est restée longtemps incertaine jusqu’à la découverte d'inscriptions à l'est du canal de Suez.
Sous son court règne, c'est-à-dire de 62 à 60 av. J.-C., le royaume nabatéen subit plusieurs invasions romaines. L'essentiel des connaissances sur lui provient d'une inscription et de pièces de monnaie en argent ornées de son buste et inscrites au nom d'« Obodas le roi, roi des Nabatéens ».